# Максимова, Сида Игнатьевна
Сида Игнатьевна Максимова (1919 — 1992) — звеньевая колхоза «Красный Нельхай» Аларского аймака Усть-Ордынского Бурят-Монгольского национального округа, Герой Социалистического Труда (1948).

## Биография
Была удостоена звания Героя Социалистического Труда Указом Президиума Верховного Совета СССР от 2 апреля 1948 года за высокие надои животноводческого звена. Сида Игнатьевна стала одной из трех первых Героев Социалистического Труда Иркутской области. Вместе с ней согласно тому же Указу это звание получили звеньевой колхоза «Новая жизнь» Усть-Кутского района Леонтий Михайлович Игнатьев, а также председатель колхоза имени XVII партсъезда Аларского района Сергей Борисович Колесников.